# رمضان قدیروف
رمضان احمدوویچ قَدیروف (به روسی: Рамза́н Ахма́дович Кады́ров؛ زاده ۵ اکتبر ۱۹۷۶) سیاست‌مدار مسلمان چچنی و از سال ۲۰۰۷، رئیس جمهوری چچن است. وی نفوذ سیاسی زیادی در دولت ولادیمیر پوتین دارد و نیروهای تحت فرمان او، در حمله ۲۰۲۲ روسیه به اوکراین نقش کلیدی ایفا می‌کردند .

## خانواده
وی فرزند احمد قدیروف رئیس‌جمهور سابق چچن است که در اثر انفجار بمب کشته شده بود. در آن زمان رمضان قدیرف، رهبری گروهی از شبه نظامیان قدرتمند موسوم به «قدیروسکی» را بر عهده داشته که مردم از آنان وحشت داشتند. این گروه توسط گروه‌های مدافع حقوق بشر متهم به ارتکاب شکنجه و آدم‌ربایی و ترور در چچن شده‌است.

## جوایز
رمضان قدیرف برنده جوایزی همچون قهرمان فدراسیون روسیه شده‌است.

## حقوق بشر
او از جمله سرشناس‌ترین کسانی است که آشکارا از قتل بوریس نمتسف حمایت کرده‌است.
تحت نظارت او، به تصویب پارلمان چچن حجاب در مدارس چچن، از سال ۲۰۱۷ قانونی شده‌است. این حکم در تناقض با قانون اساسی روسیه است. وی یکی از مدافعان سرسخت حجاب است.
بسیاری از منتقدان و مخالفان وی در داخل و خارج از روسیه به قتل رسیده‌اند.
او در مقابل همکاری با دولت مرکزی روسیه، خود مختاری زیادی به‌دست آورده و اجازه یافته که نیروی‌های امنیتی خود را داشته باشد. گروه‌های حقوق بشر نیروهای امنیتی تحت فرمان او را به موارد نقض حقوق بشر، از جمله شکنجه و قتل‌های فراقضایی متهم کرده‌اند. از زمان روی کار اومدن او بسیاری از جوانانی که احتمال می‌رود با پیکارجویان شورشی مخالف دولت، همکاری یا از آنها حمایت کنند، شبانه و به‌طور مرموزی از خانه‌هایشان ناپدید، بستگان آنها دستگیرشده و خانه‌هایشان به آتش کشیده می‌شود. همچنین روحانیونی که در مورد وفاداری آنها به حکومت شک وجود داشته باشد به سرعت از مقام خود برکنار می‌شوند.

## زندگی شخصی

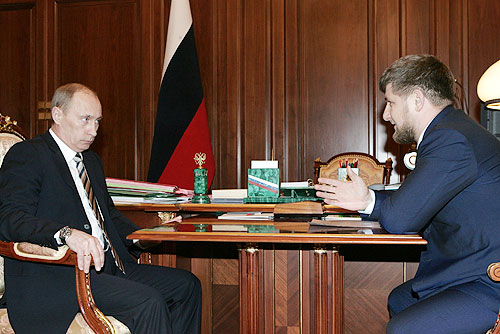
به همراه ولادیمیر پوتین

او در سال ۱۹۹۶ در بیست سالگی با «مِدنی موسااِونا کادیِروُوا» ازدواج کرد و صاحب ۱۲ فرزند شد.
بزرگترین دختر او «عایشه» و دیگر دختر او «خدیجه» حافظ (قرآن) هستند.
همسر او از مارس ۲۰۱۲ خط تولید لباس خود را به نام «فردوس» در دبی راه‌اندازی کرد. عایشه نیز در مارس ۲۰۱۷ برای خود خط تولید لباس راه انداخته و در این کار از مادرش پیشی گرفته‌است.
قدیروف صاحب یک کلکسیون بی‌نظیر خودرو از جمله لامبورگینی رونتون است که تنها ۲۰ عدد از آن در جهان تولید شده‌است. او کلکسیونی از خنجر هم دارد.
در سال ۲۰۱۱ او تولد ۳۵ سالگی خود را در یک مراسم بسیار پر هزینه با حضور ستارگانی چون ژان کلود ون دام، هیلاری سوانک، ونسا-می و سیل (خواننده) جشن گرفت. هنگامی که از او در مورد منبع هزینه این جشن پرسیده شد او گفت: «خدا فرستاده»
در ۲۵ سپتامبر ۲۰۱۵ اعلام کرد که خیریه متعلق به مادرش به مناسبت عید قربان خوراک ۹۰۰ پناهنده سوری در کیل آلمان و عراق را تأمین کرده‌است. او اعلام کرد به ۱۰۰۰ نفر از پناهندگان و مهاجران در روز بعد نیز در بهترین رستوران‌های شهر خوراک داده می‌شود. همچنین این خیریه یک مدرسه و زمین ورزشی در کیل آلمان می‌سازد. در ۶ ژوئن ۲۰۱۶ اعلام کرد که به ۲۵۰۰۰ پناهنده سوری در ماه رمضان افطاری داده می‌شود.